# Lajos Gönczy
Lajos Gönczy (Seghedino, 24 febbraio 1882 – Doberdò del Lago, 3 dicembre 1915) è stato un altista ungherese.
Prese parte a tre edizioni delle olimpiadi (tra cui i Giochi olimpici intermedi), aggiudicandosi la medaglia di bronzo nel salto in alto a Parigi 1900 e l'argento ad Atene 1906.

## Palmarès
| Anno | Manifestazione | Sede      | Evento                 | Risultato | Prestazione | Note |
| ---- | -------------- | --------- | ---------------------- | --------- | ----------- | ---- |
| 1900 | Olimpiadi      | Parigi    | Salto in alto          | Bronzo    | 1,75 m      |      |
| 1904 | Olimpiadi      | St. Louis | Salto in alto          | 4º        | 1,75 m      |      |
| 1904 | Olimpiadi      | St. Louis | Salto in alto da fermo | 5º        | 1,25 m      |      |
| 1906 | Olimpiadi      | Atene     | Salto in alto          | Argento   | 1,750 m     |      |
| 1906 | Olimpiadi      | Atene     | Salto in alto da fermo | 5º        | 1,350 m     |      |